# Жупанија Алба
Алба (рум. Judeţul Alba, мађ. Fehér megye) је жупанија у средишњем делу Румуније. Управно средиште жупаније је град Алба Јулија, а битни по значају су и градови Ајуд, Блаж, Куђир и Себеш.

## Положај
Жупанија Алба је унутардржавна жупанија. Са других стана окружују је следеће жупаније:
- ка северу: Клуж
- ка североистоку: Муреш
- ка истоку: Сибињ
- ка југу: Валча
- ка југозападу: Хунедоара
- ка западу: Арад
- ка северозападу: Бихор

## Природни услови
Жупанија припада историјској покрајини Трансилванија. Алба  је ободом планински (на западу Бихор, док су на југу Карпати), док се у средишњем делу пружа плодна долина Мориша.

## Становништво
| 1948.   | 1956.   | 1966.   | 1977.   | 1992.   | 2002.   | 2011.   | 2021.   |
| ------- | ------- | ------- | ------- | ------- | ------- | ------- | ------- |
| 361.062 | 370.800 | 382.786 | 409.634 | 413.919 | 382.747 | 342.376 | 325.941 |

Према попису из 2021. године, жупанија Алба је имала 325.941 становника што је за 16.435 мање (-4,80%) у односу на 2011. када је на попису било 342.376 становника. По броју становника је 28. највећа од 41 румунске жупаније (29. рачунајући и Букурешт).
Према последњем попису из 2021. године, већину становништва чинили су Румуни (82,45%), а од мањина највише је било Рома (4,00%) и Мађара (3,53%). Од укупно 78 административно-територијалних јединица, Румуни су чинили већину у 76, а Мађари у 2 (у општинама Лопадеа Ноуа и Раметеа).
| Етнички састав према попису из 2021.‍ | Етнички састав према попису из 2021.‍ | Етнички састав према попису из 2021.‍ | Етнички састав према попису из 2021.‍ | Етнички састав према попису из 2021.‍ |
| ------------------------------------ | ------------------------------------ | ------------------------------------ | ------------------------------------ | ------------------------------------ |
|                                      |                                      |                                      |                                      |                                      |
| Румуни                               | Румуни                               |                                      | 268.753                              | 82,45%                               |
| Роми                                 | Роми                                 |                                      | 13.041                               | 4,00%                                |
| Мађари                               | Мађари                               |                                      | 11.494                               | 3,53%                                |
| Немци                                | Немци                                |                                      | 544                                  | 0,17%                                |
| Остали                               | Остали                               |                                      | 329                                  | 0,10%                                |
| Непознато                            | Непознато                            |                                      | 31.780                               | 9,75%                                |

## Административна подела
Жупанија Алба се дели на 78 административно-територијалних јединица и то:
- 4 града
  - Ајуд
  - Алба Јулија
  - Блаж
  - Себеш
- 7 вароши
  - Абруд
  - Баја де Аријеш
  - Златна
  - Кимпени
  - Куђир
  - Окна Муреш
  - Тејуш
- 67 општина